# 대시 (암호화폐)

대시(Dash)는 익명성을 보장하는 다크코인 계열의 암호화폐이다. 대시(Dash)는 디지털캐시(digital cash)의 약자이다. 대시를 사용하면 전 세계 수천명의 사용자가 호스팅하는 안전한 오픈 소스 플랫폼에서 온라인 또는 오프라인 결제가 즉시 가능하다. 2014년 에반 더필드(Evan Duffield)와 카일 헤이건(Kyle Hagan)이 C++ 언어로 공동 개발했다. X11 해시 알고리즘 기반의 작업증명(PoW)과 서비스증명(PoS) 방식으로 채굴한다.

## 명칭
대시는 2014년 1월 엑스코인(Xcoin)이라는 이름으로 출시된 후, 익명성이 강하다는 특징을 드러내기 위해 다크코인(Darkcoin)으로 이름을 바꿨다. 하지만 이름으로 인해 불법 사이트와 연관이 있다는 루머로 인해 2015년에 대시로 이름을 바꾸었다. 대시코인(Dashcoin)이라고도 한다.

## 개요
대시는 독창적이며 완전히 인센티브화된 차세대 P2P 네트워크이자 익명성이 강한 암호화폐이다. 대시는 사토시 나카모토가 만든 비트코인을 기반으로 하되, 다음과 같은 다양한 개선을 시도했다. 마스터노드(masternode) 네트워크로 알려진 인센티브 네트워크를 추가하고, 대체성 향상을 위한 프라이빗 송금(PrivateSend) 및 중앙집권적 권한 없이 즉시 트랜잭션 확인을 허용하는 인스턴트 송금(InstantSend) 기능 등을 개발했다.
대시는 트랜잭션을 1초 내에 처리할 수 있어 즉시 결제가 가능하다. 또 개인정보보호를 위해 거래내역과 잔액을 비공개로 유지하며 거래가 컴퓨팅 파워를 갖춘 X11 ASIC의 200TH와 현재 전 세계에서 호스팅되는 4,800대의 서버를 통해 확인되고 있는 만큼 믿을 수 있다.
대시는 현재 시가 총액 18억 달러로서, 14위이다. 상위 20개의 암호화폐 중에서 동전의 공급이 가장 적지만, 800만개가 넘는 대시가 유통되고 있고, 아직 채굴되지 않은 대시는 1,000만개나 된다.

## 특징

### 익명성
PrivateSend로 익명 전송을 요청하면 Dash를 1,000개 이상 가진 사람인 마스터노드(masternode)가 3개 이상의 전송 요청을 묶은 후 섞어서 보내서 누가 얼마를 보냈는지 추적이 어렵게 만든다. 하지만 추적이 불가능해지는 것은 아니며 단지 시간이 더 걸릴 뿐이다.